# Dżamila Ankiewicz

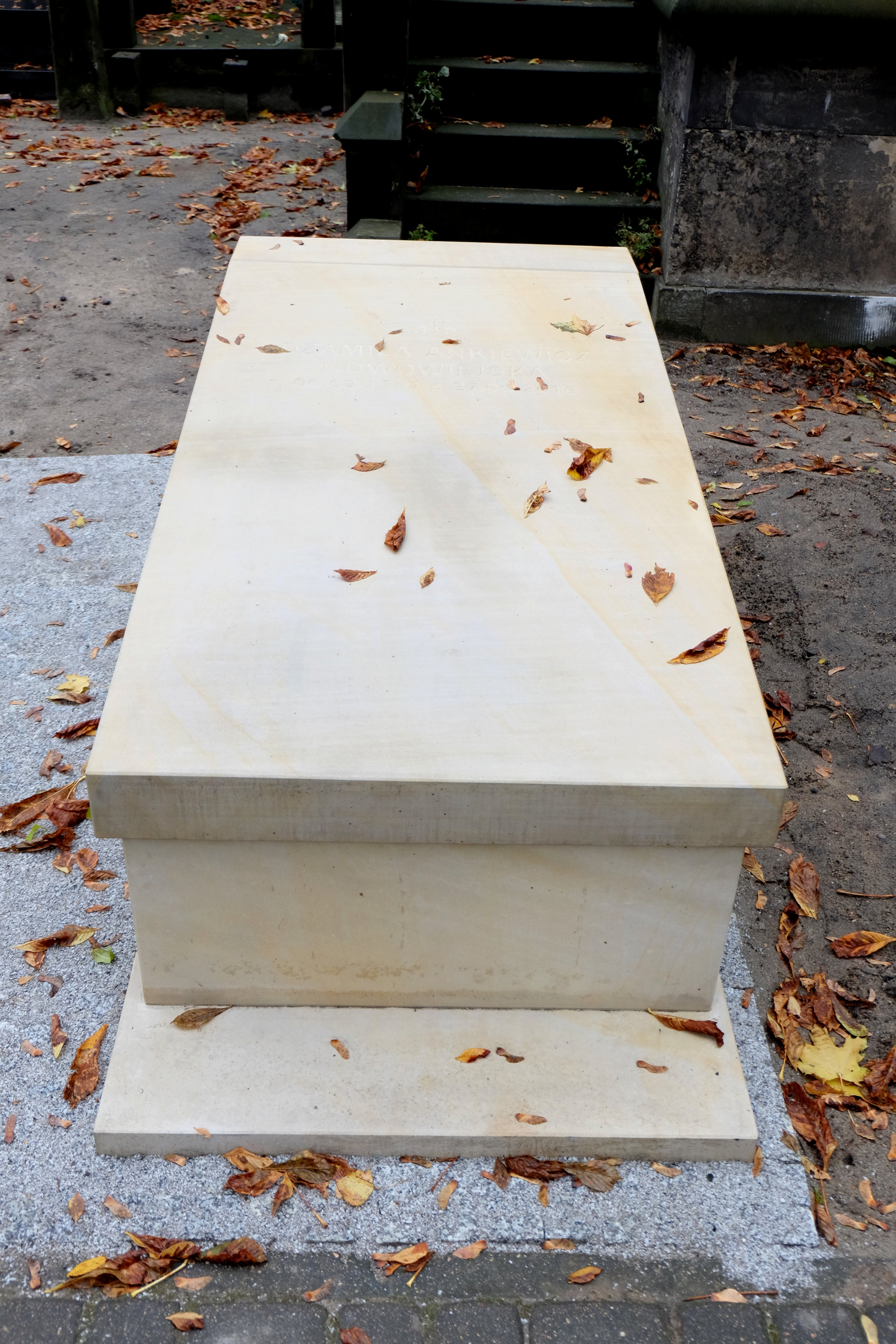
Grób Dżamili Ankiewicz na warszawskich Starych Powązkach

Dżamila Ankiewicz, właśc. Dżamila Ankiewicz-Nowowiejska (ur. 6 lutego 1961 w Gorzowie Wielkopolskim, zm. 27 maja 2016 w Warszawie) – polska reżyserka i scenarzystka filmów fabularnych i dokumentalnych.
Absolwentka filologii polskiej na Uniwersytecie Warszawskim (1985) oraz Zaocznego Wyższego Zawodowego Studium Scenariuszowego łódzkiej PWSFTViT (1990).
Zmarła nagle w Warszawie w wieku 55 lat. Została pochowana na Starych Powązkach.

## Twórczość
Filmy fabularne
- 1989: Lawa (współpraca reżyserska)
- 1992: Wszystko co najważniejsze... (scenariusz, dialogi)
- 2005: Egzamin z życia (scenariusz, odc. 27)
- 2025: Pojedynek (scenariusz)

Filmy dokumentalne
- 1994: Ostatni Cygan w Oświęcimiu (reżyseria, scenariusz)
- 2000: Śmierć Zygielbojma (reżyseria, scenariusz)
- 2007: Tam, gdzie się ludzie nie umawiali (reżyseria, scenariusz)

## Nagrody
- 2001: dyplom uznania w Międzynarodowym Konkursie Filmów Krótkometrażowych na Krakowskim Festiwalu Filmowym